# Catedral de San Pedro Apóstol (Jackson)
La Catedral de San Pedro Apóstol   (en inglés: Cathedral of St. Peter the Apostle) es la sede del obispo de la diócesis católica de Jackson, Misisipi en Estados Unidos. La catedral recibe su nombre en honor de San Pedro uno de los apóstoles de Jesús.
La diócesis de Natchez fue creada el 28 de julio de 1837, e incluía toda Misisipi. En 1841, el obispo John J. chanche llegó a Natchez y se dispuso a construir parroquias. El congreso de Misisipi otorgó tierras a varias congregaciones en Jackson y el obispo dedicó la nueva iglesia católica el 23 de agosto de 1846.
En febrero de 1957, la iglesia fue elevada a la categoría de concatedral y cuando una parte del territorio se dividió para formar la Diócesis de Biloxi en 1977, San Pedro fue nombrada como catedral de la diócesis de Jackson.

## Véase también

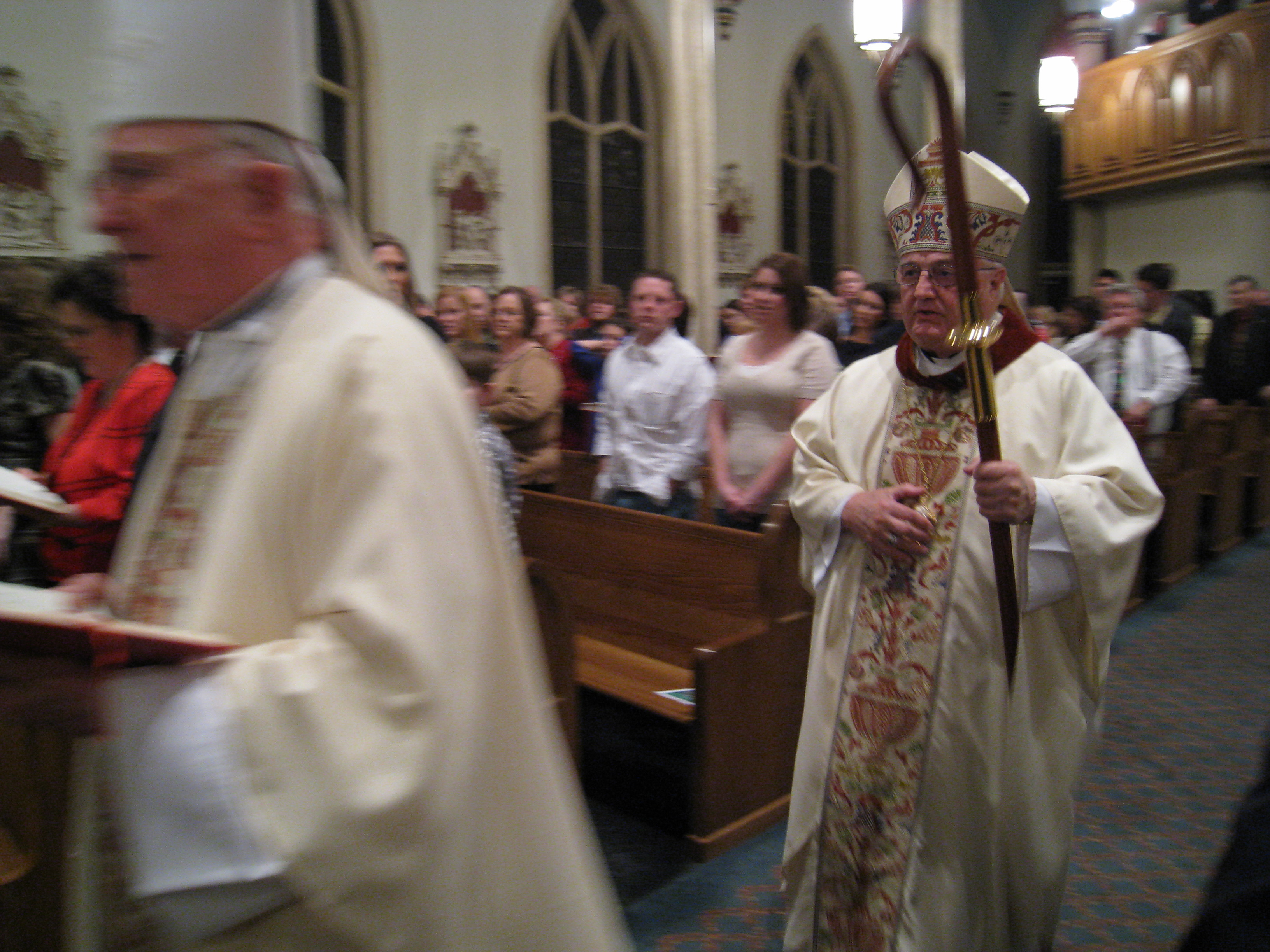
Vista interna